# La linea gialla
La linea gialla, noto anche come La linea gialla - Bologna, 2 agosto, è un film del 2015 diretto da Francesco Conversano e Nene Grignaffini.
Ideato dai giornalisti de la Repubblica Aldo Balzanelli ed Emilio Marrese, autore del soggetto e della sceneggiatura, il film è ispirato alla tragica vicenda di Angela Fresu, la più piccola (tre anni) delle 85 vittime della strage di Bologna del 2 agosto 1980, il più grave atto terroristico del dopoguerra in Italia.
La protagonista è Valentina Lodovini. Francesco Guccini partecipa con un cameo.

## Trama
Angela è una donna che, trentacinque anni dopo l'attentato, arriva a Bologna proprio nel week-end in cui se ne commemorano, come ogni anno, le vittime. Durante il suo breve e casuale soggiorno si trova a rivivere, incontrando persone e visitando luoghi, un dramma che scoprirà coinvolgerla molto direttamente.

## Produzione
Il film, realizzato da Movie Movie è stato girato a Bologna nel giugno 2015 dai registi Francesco Conversano e Nene Grignaffini con la fotografia di Gian Filippo Corticelli.

## Colonna sonora
Le musiche sono state composte dal jazzista Paolo Fresu e dal gruppo elettropop bolognese Lo Stato Sociale.

## Distribuzione
Distribuzione in DVD dal 27 luglio 2015. Prima proiezione pubblica a Bologna in piazza Maggiore il 2 agosto 2015. Trasmesso in prima TV su SKY Cinema Cult la sera del 2 agosto 2015.